# Petr Havrlík
Petr Havrlík (ur. 12 kwietnia 1978) – czeski siatkarz, grający na pozycji środkowego w czeskim klubie Kocouři VAVEX Příbram, z którym spadł do II ligi.